# Cassina Amata
Cassina Amata (Cassina Mata in dialetto milanese, AFI: [kaˈsina ˈmaːta]) è uno dei sette quartieri che compongono il comune metropolitano di Paderno Dugnano, di cui costituisce la porzione nordoccidentale e una parrocchia. Confina a sud con Dugnano, a est con Incirano, a nord con Palazzolo Milanese, a ovest con Senago.

## Storia
Cassina Amata era una località agricola di antica origine. Nell'ambito della suddivisione in pievi del territorio milanese apparteneva alla pieve di Desio, mentre la sua parrocchia era soggetta alla pieve di Bollate.
Registrata agli atti del 1751 come un villaggio milanese di 170 abitanti, alla proclamazione del Regno d'Italia nel 1805 la cassina risultava avere 285 residenti. In età napoleonica al comune di Cassina Amata furono aggregati i comuni di Cassina Nuova e Palazzolo, ma due anni dopo anche Cassina Amata perse l'autonomia, venendo annessa a Senago, mentre Palazzolo veniva unita a Varedo. Tutti gli antichi municipi recuperarono comunque l'autonomia con la costituzione del Regno Lombardo-Veneto.
Nel 1853 il comune di Cassina Amata contava 696 abitanti, nel 1861 ne aveva 774. Il comune venne infine aggregato nel 1869 a Paderno Milanese, denominato dal 1886 come Paderno Dugnano.

## Infrastrutture e trasporti

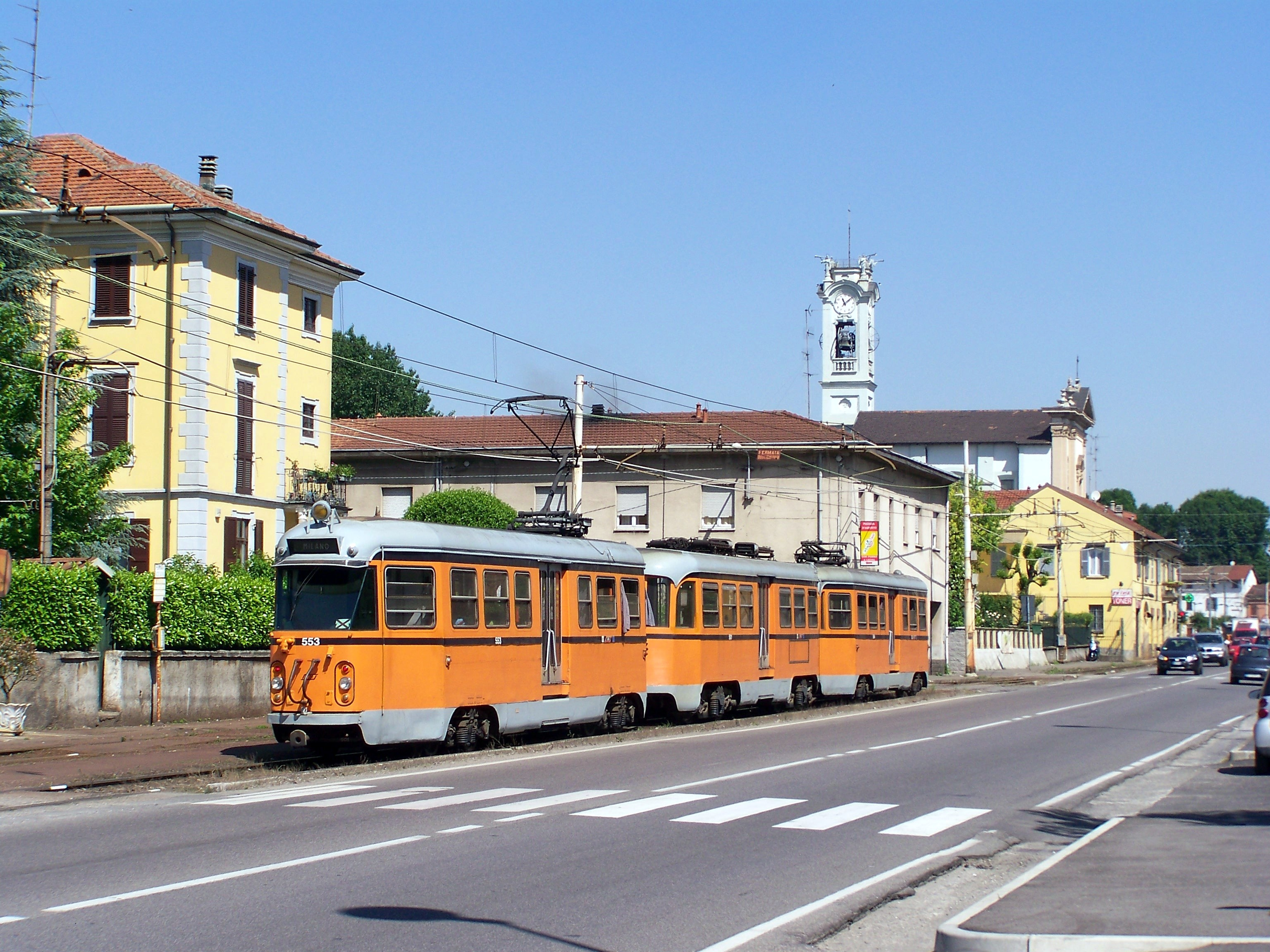
Fermata della tranvia Milano–Limbiate a Cassina Amata

### Strade
Cassina Amata è attraversata dal vecchio tracciato della Statale dei Giovi che in seguito al decreto legislativo n. 112 del 1998, dal 2001 è stata classificata come provinciale (SP 44 bis), e nel tratto amatese si chiama via Reali. L'asse via Leonardo da Vinci-via Repubblica unisce trasversalmente la frazione alla nuova SS 35 (superstrada Milano–Meda).

### Tranvie
La frazione è servita da due fermate della tranvia extraurbana Milano–Limbiate che corre parallela alla SP 44 bis (Via Reali) in sede protetta.
Dall'autunno del 2022 la circolazione dei convogli su tutta la linea è stata sospesa per motivi di sicurezza e sostituita da autobus in attesa di una riqualificazione dell'intera tratta della quale non si ha certezza dei tempi di realizzazione